# Мадона деј Тре Фјуми (Фиренца)
Мадона деј Тре Фјуми је насеље у Италији у округу Фиренца, региону Тоскана.
Према процени из 2011. у насељу је живело 36 становника. Насеље се налази на надморској висини од 420 м.